# Carlos Ramón Fernández
Carlos Ramón Fernández (n. 8 de abril de 1956, Dolores, provincia de Buenos Aires), apodado el "Chacarero Cantor", es un popular cantante folclórico argentino, con mucha difusión en la provincia de Buenos Aires.

## Biografía
Nacido en Dolores, de niño se trasladó con sus padres a El Trigo, partido de Las Flores, donde trabajó como mensual de campo y alambrador. A los 29 años se mudó a Saladillo, cuando su esposa heredó una «chacrita», como él dice, manteniendo siempre el sueño de cantor. Actualmente vive en Norberto de la Riestra, partido de 25 de Mayo.

## Carrera
Subió por primera vez a un escenario a los 16 años de edad, pero no fue sino hasta los 40 años de edad que grabó su primer disco. De ese momento a la fecha, lleva grabados 17 discos.
En sus milongas, valses, zambas y, sobre todo, cantos sureros, le canta al amor, a los paisajes, la vida rural y la problemática social. Entre sus temas más reconocidos se encuentran: "¿Qué te ha pasado, justicia?", "Por una mirada", "Rosa María", "Cuatro letras para un verso" y "Domingo, Día del Padre", entre tantos otros. 
En 2018 llega por primera vez al Festival Nacional e Internacional de la Doma y Folclore de Jesús María, el encuentro folklórico por excelencia que cada enero se desarrolla en la provincia de Córdoba. 

## Discografía
Entre su material discográfico se encuentra:
1. Chacarero y Cantor
2. Cantor Popular
3. Argentino hasta morir
4. Que te ha pasado justicia
5. Que lástima patria
6. Rincón de la blanqueada
7. Pal que piensa como yo
8. El impenetrable
9. El presente y el futuro
10. La frazada del Abuelo
11. Por una mirada
12. Por vos sigo cantando
13. El último espejo
14. Ese Bombero soy yo
15. La guitarra de arbolito
16. La gran lección
17. Argentinidad